# 船橋仁
船橋 仁（ふなはし ひとし）は、日本の実業家。ICMGファウンダー・会長兼グループCEO。早稲田大学大学院経営学修士(MBA)、博士(Ph. D)。経済産業省産業構造審議会 新成長政策部会 経営・知的資産小委員会 座長。経済同友会新事業創生委員会副委員長(2008年)、中堅中小企業活性化委員会副委員長(2009年)、同会幹事(2010年)などを歴任。雑誌『アントレ』を創刊した。

## 人物
1987年にリクルートに入社。人材総合サービス部門、新規事業開発室を経て、1996年、ビジネスインキュベーション事業部を創設。雑誌『アントレ』を創刊。「雑誌」「ネット」「イベント」「個別コンサルティング」などの融合サービスの提供を通じ、ベンチャー企業の支援サービスを行う。
2000年、プロジェクト化していたビジネスサポート事業を継承する形で株式会社アクセル（現ICMG）を創設。2001年、スウェーデンの知的資本格付け会社Intellectual Capital ABとの提携により、貸借対照表に記載されない企業の実体価値を評価する手法である「IC RatingR」のライセンスを取得し、日本版を開発。2003年には同社へ資本参加し、2010年同社を子会社化。
「人的資本からの価値創造」にこだわる知的資本経営を推進し、経営者、従業員、取引先、顧客、株主などの企業を取り巻くステークホルダーが公正かつ適正な利益を確保できる知的資本主義を標榜。ICMG独自の「知的資本経営」手法の研究および実践を行う。
またコンサルティングサービスの枠を超えた新たな事業創造にも注力し、日本のみならずシンガポールやシリコンバレーをベースに日本の大手企業やスタートアップ、官公庁と協働し様々なプロジェクトを行う。東京電力及び中部電力と共同で、東南アジアにおける再生可能エネルギーの投資、国際連合開発計画とのSDGsイノベーション分野における戦略提携、愛知県のスマートサステナブルシティプロジェクト等に係るなど、社会課題解決へとつながるイノベーションの創出にも積極的な姿勢を見せる。

## 知的資本経営の提唱
船橋はリクルートで働いていた1990年代当時から、持続的な企業の価値を生み出すのは人的資本を初めとした知的資本だと捉えていた。しかし、当時は人財などの視覚化されない価値は企業価値としてはみなされず、人は単なる損益計算書上のコストとして計上されていた。これに船橋は強い疑問を感じ、そのころ出会ったレイフ・エドビンソンより、スウェーデンにIntellectual Capital（知的資本）という考え方があることを知り、これこそが自分の探していたものだと確信。これを日本に持ち帰った。
「知的資本」とは、人材、技術、組織力、顧客とのネットワーク、ブランド等の財務諸表に載らない資本を意味し、「知的資本経営」は、企業の"見えざる価値"あるいは"隠れた力"ともいうべき「知的資本」を可視化し、それを活用した新たな価値創造を通じて、企業の業績を伸ばし、持続的な成長を可能とし、同時に社会にも貢献するという、いわゆる「三方よし」的経営手法である。
自分の企業の価値が何に基づき生まれるのかを、数字以外の要素を含めて体系的に把握しておかねば、価値を生み出し続けることはできないと考え、2005年に現・住友商事の住田孝之（当時、経済産業省経済産業政策局知的財産政策室長）を中心とした経済産業省と、船橋を含むメンバーにより「知的資産経営の開示ガイドライン」が作成された。しかし、当初は日本では受け入れられず、住田がこの考えをOECD（経済協力開発機構）に持ち込んだ。これに一部のアメリカやイギリスの有識者が強く共感。そこで得た仲間たちと2007年に作ったのが、WICIという団体であった。これにより欧米お墨付きのグローバルスタンダードができ、その後、2010年にIIRC（国際統合報告評議会）ができ、2013年にはIIRCが国際統合報告フレームワーク（Integrated Reporting Framework）の発表へとつながった。そのフレームワークができてから、突然に日本企業もこれがグローバルな流れだと気づきはじめ、統合報告書を作り始めた。
現在、人的資本経営、統合報告書といった言葉が社会に定着した背景には、こうした経緯がある。船橋らは、人的資本経営・統合報告書・知的資本経営といった考え方のオリジンは日本だと自負している。日本では2022年度で800社以上が統合報告書を作成している。
知的資本の可視化を行い、そこから価値創造ストーリーを生み出すことで、部分情報だけではなく、様々な資本を活用してそこから価値が生まれるまでの全体のメカニズムを見ている多くの投資家に説得力を与えることができると考えているが、さらに船橋は、価値創造ストーリーを作る流れに「ビフォー型」と「アフター型」の2パターンを想定する。

### ビフォー型
まず自社の知的資本の可視化から取り組み、そこから自分たちの価値創造プロセスを考え、パーパスを設定する。

### アフター型
先にパーパスやビジョンを決め、その実現の手法を探るとき、ケイパビリティ（才能や能力）である知的資本を可視化する必要が生まれ、そこから価値創造プロセスを浮かび上がらせる。

## 略歴
- 1987年 - リクルートに入社[2][1]。
- 1996年 - ビジネスインキュベーション事業部を創設。雑誌『アントレ』を創刊[2][1]。
- 2000年 - コンサルティング会社である株式会社アクセルを設立[1]。
- 2001年 - 10月、知的資本の測定・向上コンサルティングを開始[7]。同年、スウェーデンの知的資本格付け会社Intellectual Capital AB（ICAB）と提携[1]。
- 2003年 - 日立製作所と資本業務提携を行う[5]。
- 2008年 - 経済同友会新事業創生委員会副委員長[2]。
- 2009年 - 中堅中小企業活性化委員会副委員長[2]。
- 2010年 - 中堅中小企業活性化委員会幹事[2]。
- 2011年 - 10月、株式会社アクセルから株式会社ICMGへ社名変更。
- 2013年 -  9月25日、ICMGがIR支援の株式会社エッジ・インターナショナルと業務提携[8]。
- 2018年 - 12月4日、ICMGが博報堂と博報堂コンサルティング・アジア・パシフィックと協働し、アジアにおける成長加速を実現する「Growth & Open Innovation Program」を開発[9]。
- 2019年 - 11月、グローバルで持続可能な開発を共創型で推進する国連UNDP GCTISDと、アジアにおけるSDGsイノベーションの加速に向けた戦略提携契約を締結[5]。
- 2020年 - 10月27日、恵那市、一般社団法人ジバスクラム恵那と連携協定を締結[10]。
- 2021年
  - 5月、『ICMG共創ファンド1号』を運用するベンチャーキャピタルICMG Partnersを立ち上げる[11]。
  - 9月1日、南知多町・Qlue・ICMGによる官民共創型での「まちづくりのデジタル化促進」に向けた実証実験開始[12]。
- 2023年 - 5月17日、ICMGが気候変動対策のためのジョイントベンチャー「GLOBAL THERMOSTAT JAPAN」を設立[5]。
- 2024年 - 3月、ICMGがシンガポール政府の研究機関であるA*STAR Institute for Infocomm Researchと、日本企業向けの新たなデジタル・ソリューションの開発について、戦略的なパートナーシップを締結[5]。

## 著書
- 『知的資本経営入門』（船橋仁、河瀬誠、登内大輔、石川博久共著 生産性出版　2023年12月22日）[13]